# Álvaro Herrero
Álvaro Peña Herrero (ur. 24 października 1991 w Bilbao) – hiszpański piłkarz występujący na pozycji pomocnika w Albacete Balompié.